# 林芝市
林芝市（藏語：ཉིང་ཁྲི་གྲོང་ཁྱེར།，威利转写：nying khri grong khyer，藏语拼音：Nyingchi Chongkyêr）是中华人民共和国西藏自治区下辖的地级市，位于西藏自治区东南部，林芝市地处雅鲁藏布江中下游。常住总人口23.89萬人，其中藏族占74%，汉族占17%，门巴族占5%，此外还有珞巴族、僜人和其他少数民族。市人民政府驻巴宜区广福大道18号。

## 历史
林芝可以追溯到西藏的史前时期。20世纪70年代，尼洋河边发现一批新石器时代的人类遗骨和墓葬群，考古表明早在4000-5000年之前，林芝地区已有人类从事刀耕火种的农业，过着相对定居的生活。出土文物中的网坠、箭头，还说明这里的人们不仅在古代的尼洋河、雅鲁藏布江而且在已被这些河流袭夺的古湖泊水滨从事农业，也兼从事渔业。专家研究认为他们应属于一个大的部落以至部落联盟或族体，并将他们称为林芝人。在藏东南地方，林芝人和林芝文化是具有相当代表性的。
林芝历史的最早的文字记录见于工布第穆摩崖石刻上。该石刻位于林芝县门日区广久雍仲增村附近，面向西南，已有1200多年的历史，字迹仍然清楚。上面记载这样一段历史。雅隆部落的第一代首领聂赤赞普，从波密来到工布的强妥神山，从这里开始他的雅隆部落首领生涯，前后共经历七世，全驻跸于藏南青瓦达孜宫。公元1世纪前后，因雅隆部落君臣之间发生权力争斗，第七代首领止贡赞普被杀，他的两位王子聂赤和夏赤逃回工布地区。后来弟弟夏赤从工布返回雅隆，成为雅隆部落的第八代首领布德功杰，而哥哥聂赤则留在工布地区成为工布人的首领，开始工布土王的沿袭。石刻中说：“工布王族系肇一于王兄”， “永不令外姓为工布王，只命工布王之子孙世袭。”这块摩崖石刻是8世纪藏王赤德松赞（?-815）颁赐给工布王的盟誓文书，并勒石为纪。此后许多年工布地区都由工布王统治。
到了萨迦时期和帕竹时期（13-16世纪），林芝地区成了藏传佛教噶玛噶举派的势力范围。17世纪甘丹颇章政权成立，林芝地区被分封为阿沛、江中、甲拉等几家地方首领的领地，不久又划分成立则拉、觉木、雪卡、江达等宗。而波密地方，长期为土酋噶朗德巴统治，处于割据状况。
1931年，西藏政府将林芝波密地方划为波堆、波密两宗，墨脱地区改为墨脱宗。
1951年5月西藏和平解放，1959年实行民主改革，1960年1月成立塔工专署，同年2月改设林芝专区，专署驻林芝县。将拉绥溪、古如朗木杰溪、加查宗、朗宗、金东溪划归山南专区。原属昌都地区的嘉黎宗、倾多宗、易贡宗、曲宗划入林芝专区。以德木宗西部与觉木宗东部、则拉岗宗东北部合并设林芝县（驻尼池村）；以白玛桂（包括金珠、珞堆卡）设墨脱县；以则拉岗的西南部设米林县；以江达宗设工布达县（驻江达村，即太昭）；以雪喀宗和觉木宗西部设雪巴县（驻雪巴村）；以嘉黎宗设嘉黎县；将倾多宗、易贡宗、曲宗合并设波密县（驻扎木）。林芝专区辖林芝、墨脱、工布江达、雪巴、波密、米林、嘉黎等7县。
2015年3月，中国国务院批复同意撤销林芝地区并设立地级林芝市，撤销林芝县设立巴宜区。
2021年7月，时任中共中央总书记、国家主席、中央军委主席习近平在西藏林芝考察调研。

## 地理
林芝，藏语意为“太阳宝座”。林芝市地处西藏自治区东南部，雅鲁藏布江中下游，位于北纬26°52′～30°40′，东经92°09′～98°47′之间。
其西部和西南部分别与拉萨、山南两市相连，东部和北部分别与昌都市、那曲市相连，东南与云南省迪庆藏族自治州、怒江傈僳族自治州相连，南与印度、缅甸两国接壤。
南部與印度有領土爭議，中国主张擁有主權的藏南地區中的瓦弄地区被中国在名义上划归林芝。
林芝地区东西长646.7公里，南北宽353.2公里，边境线长达1006.5公里，面积11.7万平方公里，其中实际控制7.6万平方公里。
市人民政府驻巴宜区八一镇，海拔3000米，距离自治区首府拉萨市400余公里。

### 地貌

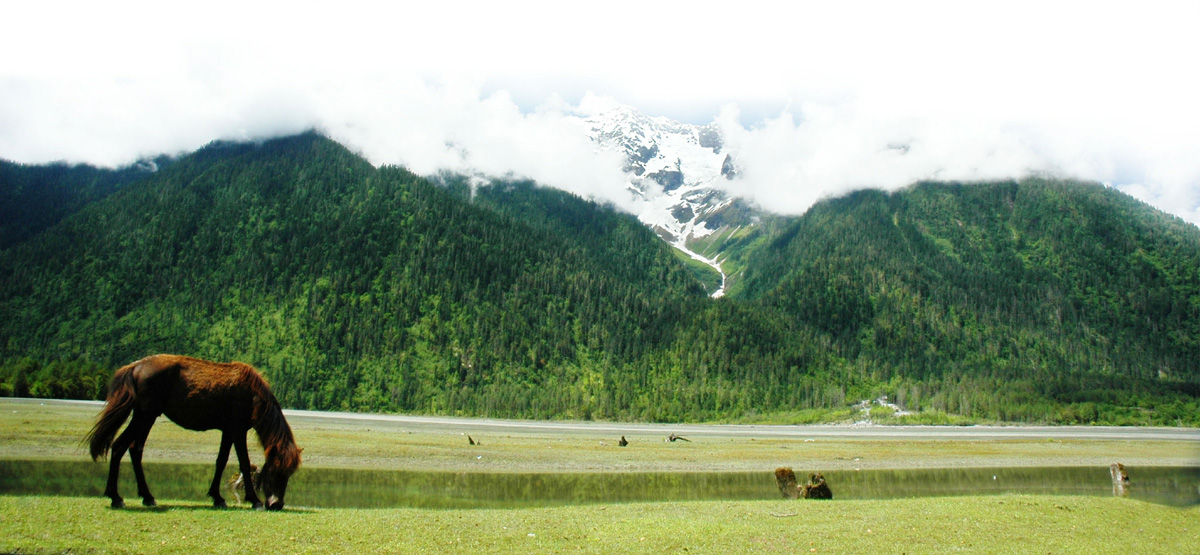
波密县的山脉

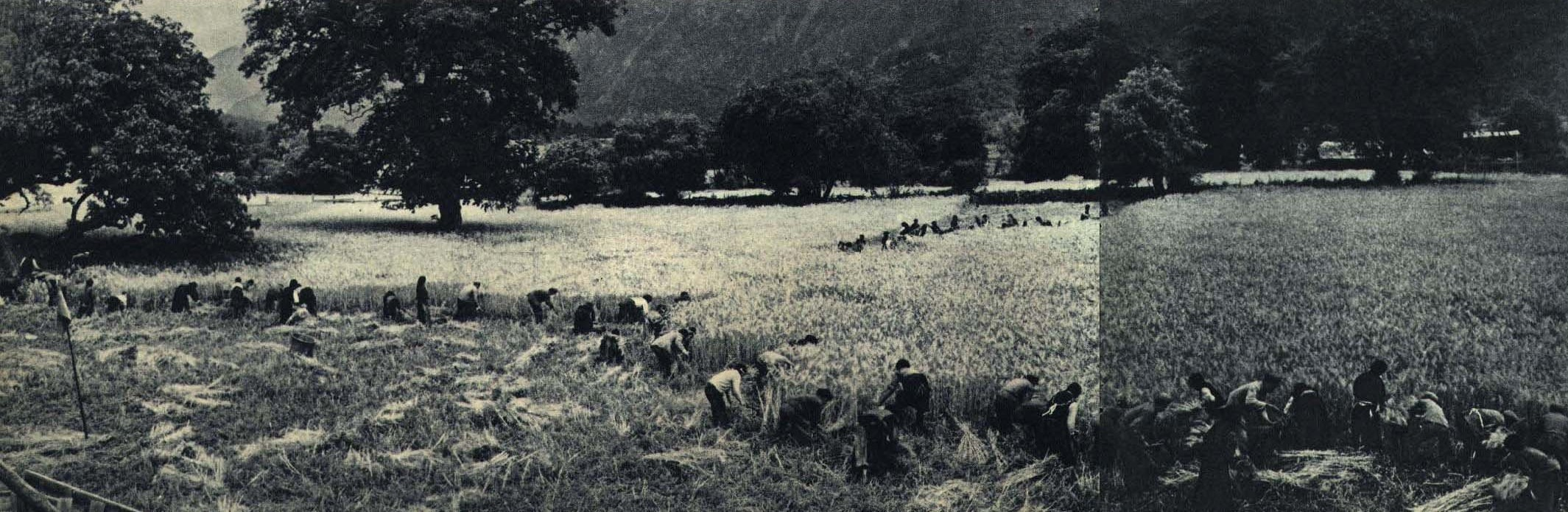
1962年西藏林芝收割麦田

林芝地区地处藏东南雅鲁藏布江下游，平均海拔3000米左右，海拔最低的地方仅150米，气候湿润，景色宜人。其主要城镇和景区有错高湖景区、八一镇、雅鲁藏布江大峡谷景区。其中首府八一镇位于尼洋河畔，是该地区政治经济及文化中心。林芝的森林原始景观保存完好，高原挺拔的西藏古柏、喜玛拉雅冷杉、植物活化石“树蕨”以及百余种杜鹃等等应有尽有，素有“天然的自然博物馆”、“自然的绿色基因库”之称。其中布裙湖一带还是传说中野人经常出没的地方。
林芝地形起伏大，海拔高差大。全地区平均海拔3100米，东西长646.7公里，南北宽353.2公里，总面积11.7万平方公里。
林芝海拔平均3000米左右，而最低处却只有900米，就高度来讲要低于西藏其他地区。是世界陆地垂直地貌落差最大的地带，充满绿色，是一片生机勃勃的世界。众多稀有植物和被完好保存的原始森林，使这里成了“天然的自然博物馆”。
绿色的林芝离不开大山的怀抱，喜马拉雅山脉和念青唐古拉山脉似两条巨龙由西向东地平行伸展，南迦巴瓦峰则正是龙脊上的白色雪峰，它海拔7782米，是南段喜马拉雅的最高雪峰，与横断山脉对接，形成了群山环绕的独特地形。

### 水文
雅鲁藏布江这条世界最高的河流，在奔腾1000多公里后，从朗县进入林芝市，在米林县迎面遇上喜马拉雅山阻挡，被迫折流北上，绕南迦巴瓦峰作奇特的马蹄形回转，在墨脱县境内向南奔泻而下，经印度注入印度洋，形成了世界上最大的峡谷雅鲁藏布江大峡谷。
雅鲁藏布江在其西行之中切开喜马拉雅山脉，从南迦巴瓦峰和加拉白垒峰之间穿过，江水泻来，轰响如雷。大峡谷的平均深度为5000米，最深处达到5382米，这段峡谷长度为490多公里，最险峻处位于派镇大渡卡到墨脱县邦博地方，有240多公里，峡谷上部开阔，下部陡峭。江河流速高达16米/秒，流量达4425立方米/秒。奔腾的河水在峡谷底部着滚滚巨石，急吼奔流，声震山崖。山谷里既有固态的万年冰雪，又有沸腾的温泉，既有涓涓细流，又有帘帘飞瀑。从谷底到山顶的垂直自然带，都是一片片人迹罕至的原始森林，里边蕴藏了丰富的自然资源。

### 气候
林芝地区位于西藏自治区东南部，东部和北部分别与昌都市、那曲地区相连，西部和西南部分别与拉萨、山南两市相连，南部与印度、缅甸两国接壤。喜玛拉雅山脉和念青唐古拉山脉由西向东平行伸展，东部与横断山脉对接。这种北高南低的走势，东南低处正好面向印度洋开了一个大缺口，顺江而上的印度洋暖流与北方寒流在念青唐古拉山脉东段一带会合驻留，造成了林芝地区的热带、亚热带、温带及寒带气候并存的多种气候带，形成了这里奇特的雪山和森林的世界。
三大山脉雄居于林芝地区的西、北、东、三方，地形呈北高南低的走势，东南低处正好面向印度洋、太平洋形成一个大峡谷，两大洋的暖流常年鱼贯而入，形成了林芝地区特殊的亚热带湿润和半湿润气候，年降雨量690毫米左右，年均温度9.1℃，年均日照2022.2小时，无霜期180天。
| 林芝市巴宜区气象数据（1981年至2010年） | 林芝市巴宜区气象数据（1981年至2010年） | 林芝市巴宜区气象数据（1981年至2010年） | 林芝市巴宜区气象数据（1981年至2010年） | 林芝市巴宜区气象数据（1981年至2010年） | 林芝市巴宜区气象数据（1981年至2010年） | 林芝市巴宜区气象数据（1981年至2010年） | 林芝市巴宜区气象数据（1981年至2010年） | 林芝市巴宜区气象数据（1981年至2010年） | 林芝市巴宜区气象数据（1981年至2010年） | 林芝市巴宜区气象数据（1981年至2010年） | 林芝市巴宜区气象数据（1981年至2010年） | 林芝市巴宜区气象数据（1981年至2010年） | 林芝市巴宜区气象数据（1981年至2010年） |
| 月份                                   | 1月                                    | 2月                                    | 3月                                    | 4月                                    | 5月                                    | 6月                                    | 7月                                    | 8月                                    | 9月                                    | 10月                                   | 11月                                   | 12月                                   | 全年                                   |
| -------------------------------------- | -------------------------------------- | -------------------------------------- | -------------------------------------- | -------------------------------------- | -------------------------------------- | -------------------------------------- | -------------------------------------- | -------------------------------------- | -------------------------------------- | -------------------------------------- | -------------------------------------- | -------------------------------------- | -------------------------------------- |
| 历史最高温 °C（°F）                    | 19.4 (66.9)                            | 20.2 (68.4)                            | 24.0 (75.2)                            | 25.3 (77.5)                            | 28.0 (82.4)                            | 29.0 (84.2)                            | 31.4 (88.5)                            | 29.6 (85.3)                            | 30.2 (86.4)                            | 24.5 (76.1)                            | 19.9 (67.8)                            | 16.7 (62.1)                            | 31.4 (88.5)                            |
| 平均高温 °C（°F）                      | 8.9 (48.0)                             | 10.2 (50.4)                            | 13.5 (56.3)                            | 16.6 (61.9)                            | 19.5 (67.1)                            | 21.6 (70.9)                            | 22.3 (72.1)                            | 22.1 (71.8)                            | 20.5 (68.9)                            | 17.4 (63.3)                            | 13.7 (56.7)                            | 10.1 (50.2)                            | 16.4 (61.5)                            |
| 日均气温 °C（°F）                      | 1.0 (33.8)                             | 2.8 (37.0)                             | 5.9 (42.6)                             | 8.9 (48.0)                             | 12.1 (53.8)                            | 15.1 (59.2)                            | 16.2 (61.2)                            | 15.7 (60.3)                            | 13.9 (57.0)                            | 10.3 (50.5)                            | 5.5 (41.9)                             | 1.7 (35.1)                             | 9.1 (48.4)                             |
| 平均低温 °C（°F）                      | −4.7 (23.5)                            | −2.3 (27.9)                            | 1.0 (33.8)                             | 3.8 (38.8)                             | 7.0 (44.6)                             | 10.8 (51.4)                            | 12.0 (53.6)                            | 11.6 (52.9)                            | 9.9 (49.8)                             | 5.6 (42.1)                             | −0.3 (31.5)                            | −4.2 (24.4)                            | 4.2 (39.5)                             |
| 历史最低温 °C（°F）                    | −15.3 (4.5)                            | −13.3 (8.1)                            | −10.1 (13.8)                           | −4.6 (23.7)                            | −1.6 (29.1)                            | 3.0 (37.4)                             | 3.9 (39.0)                             | 2.9 (37.2)                             | −1.0 (30.2)                            | −5.0 (23.0)                            | −10.4 (13.3)                           | −15.3 (4.5)                            | −15.3 (4.5)                            |
| 平均降水量 mm（）                      | 1.3 (0.05)                             | 4.4 (0.17)                             | 19.0 (0.75)                            | 46.2 (1.82)                            | 75.3 (2.96)                            | 119.2 (4.69)                           | 143.3 (5.64)                           | 122.2 (4.81)                           | 110.5 (4.35)                           | 45.4 (1.79)                            | 4.7 (0.19)                             | 1.0 (0.04)                             | 692.5 (27.26)                          |
| 平均相對濕度（％）                     | 49                                     | 53                                     | 58                                     | 63                                     | 65                                     | 72                                     | 76                                     | 76                                     | 76                                     | 66                                     | 56                                     | 50                                     | 63                                     |
| 来源：中国气象数据网                   |                                        |                                        |                                        |                                        |                                        |                                        |                                        |                                        |                                        |                                        |                                        |                                        |                                        |

## 政治

### 现任领导
| 机构     | · 中国共产党 · 林芝市委员会 | 林芝市人民代表大会 常务委员会 | 林芝市人民政府    | · 中国人民政治协商会议 · 林芝市委员会 |
| 职务     | 书记                        | 主任                          | 市长              | 主席                                  |
| -------- | --------------------------- | ----------------------------- | ----------------- | ------------------------------------- |
| 姓名     | 敖刘全                      | 尼玛扎西                      | 巴塔              | 谢英（女）                            |
| 民族     | 汉族                        | 藏族                          | 藏族              | 汉族                                  |
| 籍贯     | 贵州省贵阳市                | 西藏自治区扎囊县              |                   |                                       |
| 出生日期 | 1974年5月（51歲）           | 1966年10月（58歲）            | 1973年3月（52歲） | 1973年3月（52歲）                     |
| 就任日期 | 2021年9月                   | 2021年11月                    | 2021年9月         | 2021年11月                            |

### 历任领导
| 市委书记 - 赵世军（2015年6月－2016年6月） - 马升昌（2016年6月－2021年9月） - 敖刘全（2021年9月－） | 市长 - 旺堆（2015年6月－2021年9月） - 巴塔（2021年9月－） |

### 行政区划
林芝市下辖1个市辖区、5个县，代管1个县级市。
- 市辖区：巴宜区
- 县：工布江达县、墨脱县、波密县、察隅县、朗县
- 县级市：米林市

## 人口
根据2020年第七次全国人口普查，全市常住人口为238,936人。同第六次全国人口普查的195,109人相比，十年共增加了43,827人，增长22.46%，年平均增长率为2.05%。其中，男性人口为127,548人，占总人口的53.38%；女性人口为111,388人，占总人口的46.62%。总人口性别比（以女性为100）为114.51。0－14岁的人口为49,347人，占总人口的20.65%；15－59岁的人口为170,736人，占总人口的71.46%；60岁及以上的人口为18,853人，占总人口的7.89%，其中65岁及以上的人口为12,069人，占总人口的5.05%。居住在城镇的人口为97,675人，占总人口的40.88%；居住在乡村的人口为141,261人，占总人口的59.12%。

### 民族
全市常住人口中，汉族人口为58,983人，占24.69%；藏族人口为159,783人，占66.87%；其他少数民族人口为20,170人，占8.44%。与2010年第六次全国人口普查相比，汉族人口增加25,162人，增长74.4%，占总人口比例增加7.35个百分点；各少数民族人口增加18,665人，增长11.57%，占总人口比例下降7.35个百分点。其中，藏族人口增加15,144人，增长10.47%，占总人口比例下降7.26个百分点。
| 民族名称                | 藏族   | 汉族  | 门巴族 | 珞巴族 | 回族 | 僜人 | 怒族 | 东乡族 | 土家族 | 土族 | 其他民族 |
| ----------------------- | ------ | ----- | ------ | ------ | ---- | ---- | ---- | ------ | ------ | ---- | -------- |
| 人口数                  | 144639 | 33821 | 8868   | 3277   | 1714 | 1593 | 464  | 107    | 87     | 84   | 455      |
| 占总人口比例（%）       | 74.13  | 17.33 | 4.55   | 1.68   | 0.88 | 0.82 | 0.24 | 0.05   | 0.04   | 0.04 | 0.23     |
| 占少数民族人口比例（%） | 89.68  | ---   | 5.50   | 2.03   | 1.06 | 0.99 | 0.29 | 0.07   | 0.05   | 0.05 | 0.28     |

## 交通

### 公路
林芝市境内的主要公路有、 219国道（丙察察）、 318国道（川藏公路）、 306省道。
2012年公路通车里程5161公里（含国道614公里），较上年增长1.7%；汽车拥有量22702辆，增长8.1%。
截至2012年，全地区现有公路4013.97公里，县级通达率为85.71%，乡镇通达率为85.2%。米林至朗县油路里程141公里，总投资6.9亿元，已完成投资3.2亿元，目前工程进展顺利。
拉萨到林芝八一镇的公路里程为633公里，票价155元，途经墨竹工卡、工布江达；另外，与林芝相连的公路路段有：林芝—然乌，里程345公里，途经通麦、波密；泽当—林芝，里程475公里，途经加查、米林。
连接拉萨—林芝的拉林高等级公路（拉萨至墨竹工卡段）及（工布江达至林芝段）於2015年9月9日上午举行通车仪式。

### 航空
林芝米林机场自正式通航以来，已安全起降110架次，旅客吞吐量12909人，货邮吞吐量33.8吨，已开通拉萨、成都、深圳、广州、重庆6个城市航线。

### 铁路
拉林铁路过境林芝市并设立林芝站，连接建设中的川藏铁路。

## 全国重点文物保护单位
- 烈山墓地
- 扎木中心县委红楼

## 教育

### 高等院校
- 西藏农牧大学

### 中专
- 林芝地区职业技术学校

### 高中
- 林芝市第一中学（林芝地区第一中学）
- 林芝市第二中学（林芝地区第二高级中学）

### 初中
- 林芝市第三中学（林芝地区第二中学）
- 林芝市第四中学（林芝地区八一中学）
- 林芝市第五中学（林芝县中学）
- 林芝市第六中学（林芝广东实验学校中学部）
- 墨脱县中学
- 察隅县中学
- 朗县中学
- 工布江达县中学
- 米林县中学
- 波密县中学

### 小学
- 林芝市第一小学（林芝地区第一小学）
- 林芝市第二小学（林芝地区第二小学）
- 林芝市第三小学（林芝广东实验学校小学部）
- 林芝市第四小学（林芝县完全小学）
- 林芝市第五小学（林芝县八一镇小学）
- 朗县中心小学

## 特产
中国地理标志产品：林芝藏玉、林芝灵芝、林芝松茸、林芝藏香猪、林芝天麻。